# Toppers (Oklahoma)
Toppers est une census-designated place du comté de Wagoner, dans l'État d'Oklahoma, aux États-Unis. En 2020, elle compte une population de 911 habitants.